# Mordellistena fuscoatra
Mordellistena fuscoatra är en skalbaggsart som beskrevs av Helmuth 1864. Mordellistena fuscoatra ingår i släktet Mordellistena och familjen tornbaggar. Inga underarter finns listade i Catalogue of Life.